# Tripogandra amplexicaulis
Tripogandra amplexicaulis là một loài thực vật có hoa trong họ Commelinaceae. Loài này được (Klotzsch ex C.B.Clarke) Woodson miêu tả khoa học đầu tiên năm 1942.